# Biosfeerreservaat Bargoezinski
Het Biosfeerreservaat Bargoezinski (Russisch: Баргузинский государственный природный биосферный заповедник) is een strikt natuurreservaat gelegen aan de noordoostkust van het Baikalmeer in de Russische autonome republiek Boerjatië. Het gebied werd op 29 december 1916 opgericht als zapovednik en heeft momenteel een oppervlakte van 3.668,68 km². Ook een deel van het Baikalmeer behoort tot het reservaat, met een bijkomende 150 km². Het gebied is op 23 mei 1986 per besluit van het Internationaal Coördinerend Comité aan de lijst van biosfeerreservaten toegevoegd onder het Mens- en Biosfeerprogramma (MAB) van UNESCO. Bovendien maakt het gebied sinds 1996 deel uit van de UNESCO-Werelderfgoedinschrijving «Baikalmeer».

## Geschiedenis en doel van oprichting
Als gevolg van de intensieve jacht op de sabelmarter (Martes zibellina), begon de soort in grote delen van zijn verspreidingsgebied te verdwijnen. Alleen op de meest afgelegen en onherbergzame gebieden bleef de sabelmarter behouden. Een van deze gebieden is Bargoezinski en daarom werd besloten het gebied tot jachtreservaat te benoemen. Het besluit vond plaats op 29 december 2016 en werd bij wet bekrachtigd op 20 januari 1917. Na de Oktoberrevolutie van 1917 kwam het gebied in handen van meerdere organisaties, maar werd op 1 augustus 1924 opnieuw overgedragen aan de Russische SFSR. Op 4 januari 1926 werd besloten om het jachtreservaat om te zetten naar een sabelmarterreservaat. Vanaf de jaren '30 werd meer aandacht besteed aan het behoud van de sabelmarter. In 1951 werd besloten de naam sabelmarter uit de titel van het reservaat te halen en ging het reservaat bestuurd onder de naam Zapovednik Bargoezinski. Na de toevoeging van Bargoezinski aan de lijst van biosfeerreservaten, heeft de Raad van Ministers van de Boerjatische ASSR op 11 juni 1987 een resolutie aangenomen, die de naam van zapovednik naar biosfeerreservaat veranderde. Tegenwoordig vervult het reservaat een breder doel dan het beschermen van de sabelmarter, zodat de focus meer ligt op het behoud en bestuderen van de landschappelijke elementen in het noordoosten van het Baikalmeer.

## Kenmerken
Biosfeerreservaat Bargoezinski is gelegen ten noordoosten van het Baikalmeer, in het centrale deel van het Bargoezingebergte. Hier bereikt het reservaat een hoogte van 2.652 meter boven zeeniveau. De hoogste delen van Biosfeerreservaat Bargoezinski bestaat uit kliffen, alpenweiden, puinhellingen en aan de top van de bergkam ook gletsjers. Tussen de 600 en 1.250 meter hoogte is vooral bergtaiga te vinden. Bergtaiga bestaat in Bargoezinski vooral uit berken, sparren en zilversparren. In de lagere zones (400-600 m) worden vooral bossen bestaande uit Siberische lariksen (Larix sibirica) aangetroffen. Door het reservaat stromen er 37 rivieren vanuit het Bargoezingebergte richting het Baikalmeer. Ook zijn er veel meren en zelfs enkele thermale bronnen, waarvan sommigen boven de 70 °C zijn.

## Flora en fauna
In het reservaat zijn 878 vaatplanten, 212 korstmossen, 173 schimmels en 242 mossen vastgesteld. De dierenwereld is ook divers, met 41 waargenomen zoogdieren, 281 vogels, zes reptielen, drie amfibieën en 46 soorten vissen. Ongeveer 80% van de zoogdieren die in het reservaat leven, zijn typische bosbewoners. Onder hen bevinden zich het Siberisch muskushert (Moschus moschiferus), sabelmarter (Martes zibellina), Siberische wezel (Mustela sibirica), boslemming (Myopus schisticolor), bruine beer (Ursus arctos) en Siberische wapiti (Cervus canadensis sibiricus). In de bergen leven ook interessante soorten als rendier (Rangifer tarandus) en kamtsjatkamarmot (Marmota camtschatica). De vogelwereld bestaat vooral uit Siberische soorten als rotsauerhoen (Tetrao urogalloides), hazelhoen (Tetrastes bonasia), boskoekoek (Cuculus optatus), oeraluil (Strix uralensis), laplanduil (Strix nebulosa), ruigpootuil (Aegolius funereus), dwerguil (Glaucidium passerinum), zwarte specht (Dryocopus martius), taigagaai (Perisoreus infaustus), blauwstaart (Tarsiger cyanurus), roodkeelnachtegaal (Calliope calliope), bergheggenmus (Prunella montanella) en haakbek (Pinicola enucleator). In de wateren van het Baikalmeer leeft de endemische baikalrob (Pusa sibirica), ook wel nerpa genoemd, en zwemmen er vissen als arctische houting (Coregonus autumnalis), lenok (Brachymystax lenok) en taimen (Hucho taimen).